# Serie 501 a 508 de CP
La Serie 501 a 508, también identificada como Serie 500, fue un tipo de locomotora de tracción a vapor, utilizada por la Compañía de los Caminhos de Ferro Portugueses desde 1925.

## Historia
Estas locomotoras fueron fabricadas por la casa alemana Henschel & Sohn, habiendo entrado en servicio con la Compañía de los Caminhos de Ferro Portugueses en 1925, un año después que sus congéneres de la Serie 551 a 560, de los Ferrocarriles del Estado. Estas dos series englobaban a las locomotoras a vapor de pasajeros con mayor importancia en Portugal, habiendo realizado servicios rápidos en todas las líneas que soportaban su peso por eje; debido a esta limitación, no podían atravesar el Puente D. Maria Pia, aunque algunas de ellas habían terminado su carrera en la zona Norte del país.
El 7 de abril de 1939, la locomotora 501 alcanzó los 132 km/h en un ejercicio de velocidad, remolcando un comboi de 107 t; alcanzó esta velocidad junto a Ovar, en el regreso desde Vila Nova de Gaia a Lisboa.
Aunque fuesen más potentes que las locomotoras de la Serie 351 a 370, también necesitaban más esfuerzo de tracción en la rampa de Albergaria.

## Características

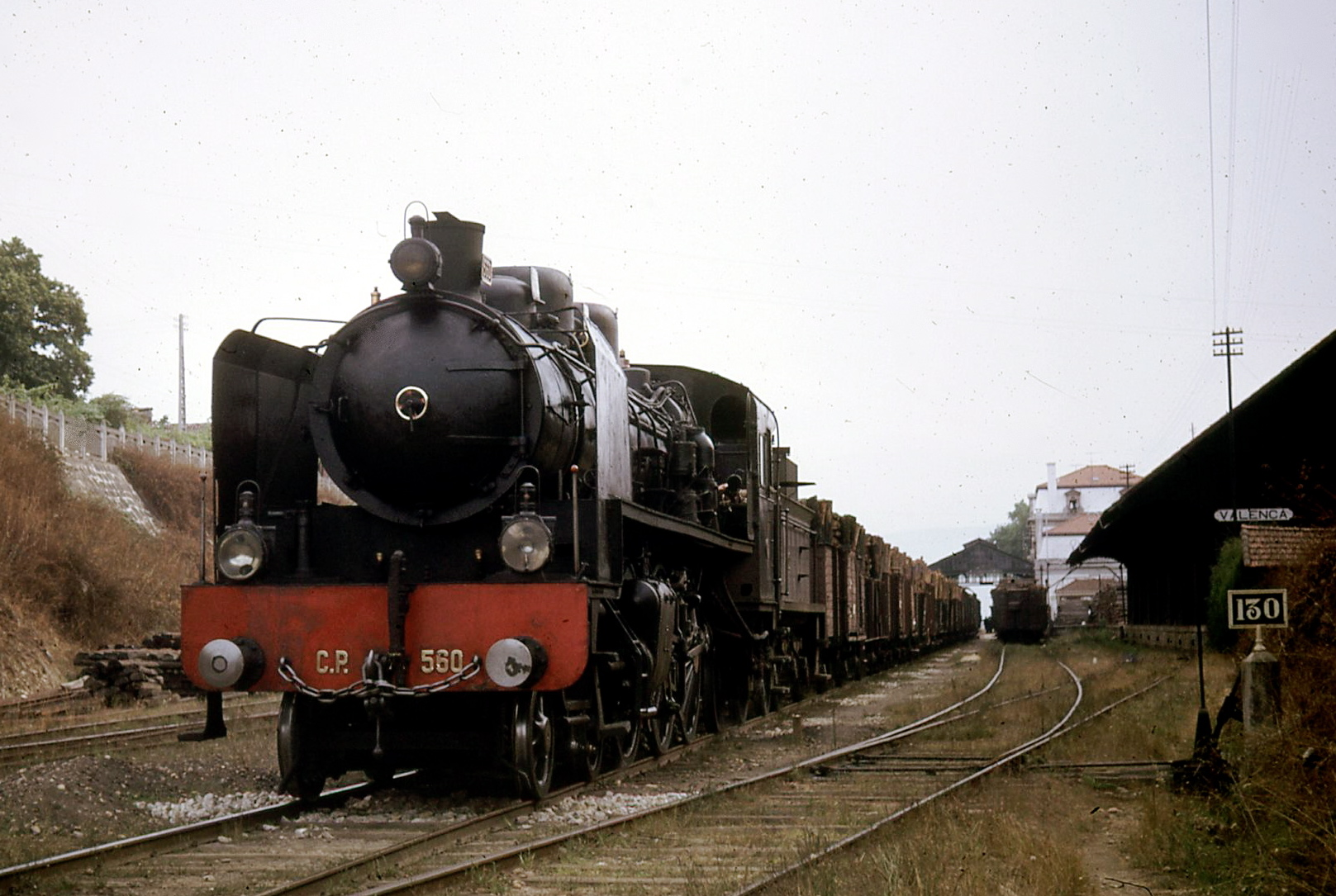
Locomotora 560 en Valença, en 1970.

### Descripción técnica
Esta serie se componía de ocho locomotoras con tender, numeradas de 501 a 508. Utilizaban un sistema compound, del tipo Du Bousquet-De Glehn. Eran muy semejantes a las locomotoras de la Serie 551 a 560, teniendo solo una caldera mayor que la de sus congéneres. Estas dos series fueron las únicas representantes de las locomotoras del tipo Pacific en Portugal.

## Ficha técnica

### Características generales
- Tipo de tracción: Vapor[1]
- Ancho: Ibérico[1]
- Fabricante: Henschel & Sohn[1]
- Entrada en servicio: 1925[1]